# کمبا واکر
کمبا هادلی واکر (انگلیسی: Kemba Hudley Walker؛ زادهٔ ۸ مهٔ ۱۹۹۰) بازیکن بسکتبال اهل ایالات متحده آمریکا است.
از باشگاه‌هایی که در آن بازی کرده‌است می‌توان به شارلوت هورنتس اشاره کرد.